# 科倫德鄉

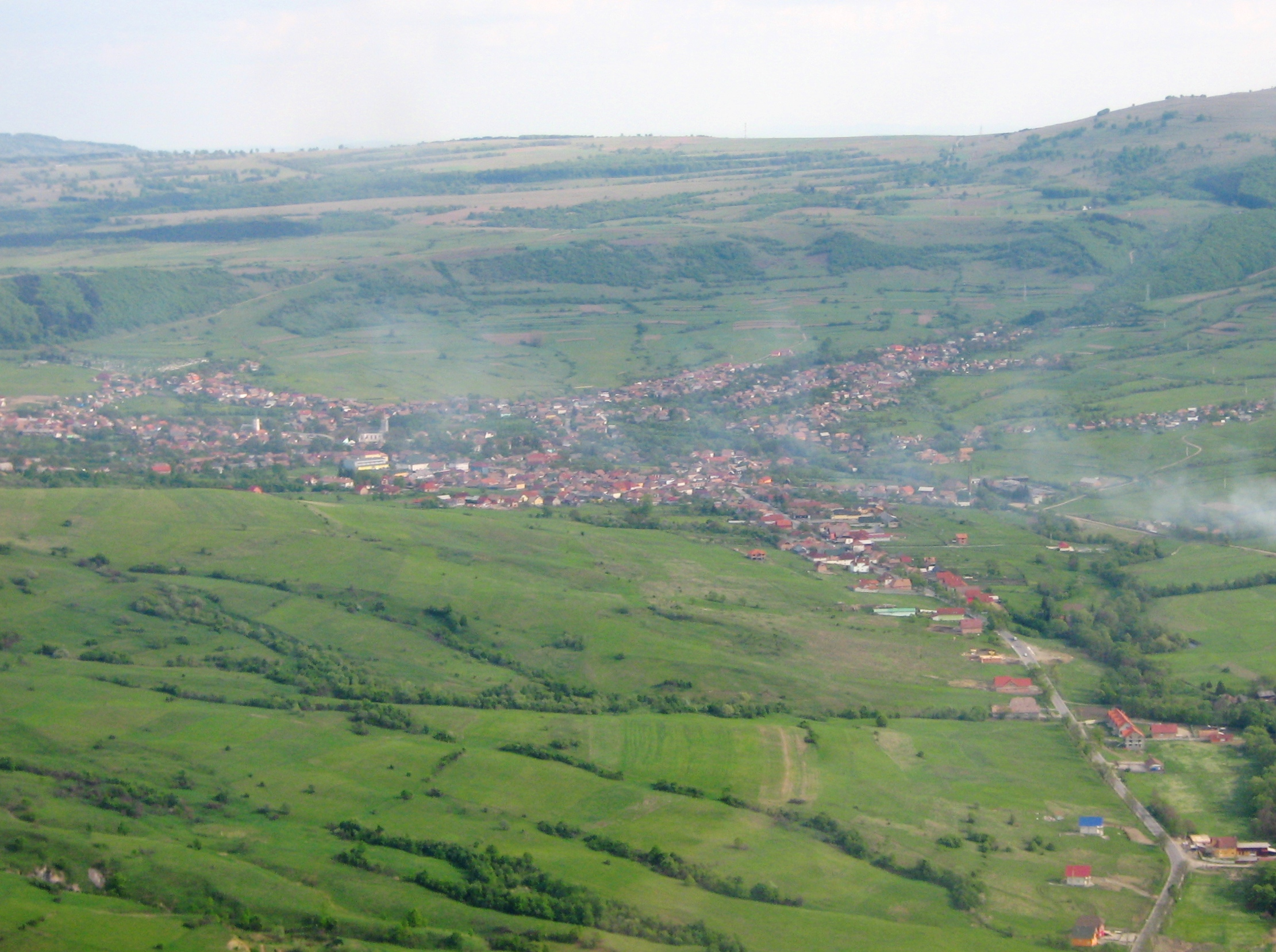

46°28′0″N 25°11′0″E / 46.46667°N 25.18333°E
科倫德鄉（羅馬尼亞語：Comuna Corund, Harghita），是羅馬尼亞的鄉份，位於該國中部，由哈爾吉塔縣負責管轄，面積114平方公里，海拔高度711米，2007年人口6,266，人口密度每平方公里55人。